# Joseline Kelly
Joseline Kelly (Atlanta, Georgia; 22 de marzo de 1997) es una actriz pornográfica y modelo erótica estadounidense.

## Biografía
Nació en Atlanta, capital del estado de Georgia, en marzo de 1997, en una familia con ascendencia francesa e italiana Siendo joven se trasladó a Tampa (Florida), ciudad en la que terminó el instituto. Nada más cumplir los 18 años, en 2015, decidió entrar en la industria pornográfica, debutando para una escena web en Our dirty movies, grabada para el estudio Team Skeet.
Como actriz ha trabajado para productoras como Zero Tolerance, Naughty America, Girlfriends Films, Jules Jordan Video, Evil Angel, Lethal Hardcore, Digital Sin, 3rd Degree, Reality Kings, Kink.com, Brazzers, Dark X, Twistys o Tushy, entre otras.
En 2016 rodó su primera escena de sexo anal en First Anal 2, donde también debutaron en la temática otras actrices como Anya Olsen, Goldie Rush o Jojo Kiss.
En 2017 recibió sendas nominaciones en los Premios AVN y XBIZ en la categoría de Mejor escena de sexo en realidad virtual por la cinta Sorority Sex Party Experience. En 2018 fue nominada de nuevo en los AVN en la categoría de Mejor escena de sexo oral por Dirty Girl junto a Ricky Johnson.
Hasta la actualidad, ha rodado más de 400 películas como actriz.
Alguno de sus trabajos destacados son Anal Day 4, Babysitter Orgy, Blowjob Academy, Cute Little Things 3, Experience, Girls Next Door, Interracial Teens 3, My Sister Swallows 2, Naughty Rich Girls 15, Ready For Anal 4 o Tie Me Up.

## Premios y nominaciones
| Año  | Ceremonia                   | Resultado | Premio                                              | Trabajo                       |
| ---- | --------------------------- | --------- | --------------------------------------------------- | ----------------------------- |
| 2017 | Premios AVN                 | Nominada  | Mejor escena de sexo en realidad virtual            | Sorority Sex Party Experience |
| 2017 | Premios AVN                 | Nominada  | Premio fan: Debutante más caliente                  | —                             |
| 2017 | Spank Bank Awards           | Nominada  | Excellence in 'Lawn' Maintenance                    | —                             |
| 2017 | Spank Bank Awards           | Nominada  | Masturbator of the Year                             | —                             |
| 2017 | Spank Bank Awards           | Nominada  | Most Luscious Labia                                 | —                             |
| 2017 | Premios XBIZ                | Nominada  | Mejor escena de sexo en realidad virtual            | Sorority Sex Party Experience |
| 2018 | Premios AVN                 | Nominada  | Mejor escena de sexo oral                           | Dirty Girl                    |
| 2018 | Spank Bank Awards           | Nominada  | Best Spitter / Drooler                              | —                             |
| 2018 | Spank Bank Awards           | Nominada  | Countess of Contortionism                           | —                             |
| 2018 | Spank Bank Awards           | Nominada  | Deepest Throat                                      | —                             |
| 2018 | Spank Bank Awards           | Nominada  | Empress of Nipple Paradise                          | —                             |
| 2018 | Spank Bank Awards           | Nominada  | Snapchat Sweetheart of the Year                     | —                             |
| 2018 | Spank Bank Technical Awards | Ganadora  | "Horniest Ice Cream Loving, Stuffed Animal Cuddler" | —                             |
| 2018 | Spank Bank Technical Awards | Ganadora  | My New Obsession                                    | —                             |
| 2019 | Premios AVN                 | Nominada  | Premio fan: Artista femenina favorita               | —                             |
| 2019 | Spank Bank Awards           | Nominada  | Aerola of the Gods                                  | —                             |
| 2019 | Spank Bank Awards           | Nominada  | Best 'O' Face                                       | —                             |
| 2019 | Spank Bank Awards           | Nominada  | Empress of Nipple Paradise                          | —                             |
| 2019 | Spank Bank Awards           | Ganadora  | Most Underrated Slut                                | —                             |
| 2019 | Spank Bank Awards           | Nominada  | Prettiest 'Whore Mouth'                             | —                             |
| 2019 | Spank Bank Awards           | Nominada  | Slutty Step Sister / Step Daughter of the Year      | —                             |
| 2019 | Spank Bank Awards           | Nominada  | The Most Fapped To Girl of the Year                 | —                             |
| 2019 | Spank Bank Awards           | Ganadora  | Tweeting Twat of the Year                           | —                             |